# Lola (El Chojin)
Lola es el segundo EP (o maxi) de El Chojin, compuesto y editado en el año 2001. Consta de dos canciones y su tema principal, del mismo nombre que el disco, fue elegido por el Ayuntamiento de Barcelona para una campaña de fomento del preservativo.

## Lista de canciones
1. Lola
2. Mix LP Solo para adultos

En la canción de Lola se propuso contar una historia con un reto que consistía en terminar cada frase con una palabra que hiciese rima asonante con Lola, y, por su éxito, parece que lo consiguió.
Esta canción surgió en un viaje en tren. El Chojin se dirigía al nacimiento de su sobrino mientras escuchaba a Redman en una canción en la que dicho autor “ponía voz de mujer”. Decidió hacerlo él también. El tema en cuestión es Soopaman Loova 3 del disco Muddy Waters.
- Datos: Q5978422